# Aeródromo Entrada Baker
El Aeródromo Entrada Baker (OACI: SCEB), es un terminal aéreo ubicado junto a la localidad de Entrada Baker, Provincia Capitán Prat, Región de Aysén, Chile. Este aeródromo es de carácter público.